# Dieter Frey
Dieter Frey (Bogen, 31 ottobre 1972) è un ex calciatore tedesco di ruolo difensore o centrocampista.

## Carriera

### Club
Ha giocato come difensore e centrocampista. Ha debuttato in Bundesliga nel 1992 con il Bayern Monaco dove in quattro anni vince un campionato nel 1994 ed una Coppa UEFA nel 1996 (giocando da titolare la finale di ritorno contro il Bordeaux).
La stagione successiva si trasferisce al Friburgo, dove rimane un anno. In seguito fa parte del Werder Brema per quattro stagioni e del Norimberga per tre anni (vincendo la Zweite-Bundesliga 2003-2004).

### Nazionale
Ha giocato nella Nazionale di calcio della Germania Under-20 (3 presenze) e poi nella Nazionale di calcio della Germania Under-21 (disputando 5 partite nel 1993).

## Palmarès

### Competizioni nazionali
- Campionato tedesco: 1

Bayern Monaco: 1993-1994
- Campionato della Zweite Bundesliga: 1

Norimberga : 2003-2004

### Competizioni internazionali
- Coppa UEFA: 1

Bayern Monaco: 1995-1996
- Coppa Intertoto UEFA: 1

Werder Brema : 1998